# Tour de France 2014 – 8. etap
8. etap kolarskiego wyścigu Tour de France 2014 odbył się 12 lipca. Start etapu miał miejsce w miejscowości Tomblaine, zaś meta w Gérardmer La Mauselaine. Etap liczył 161 kilometrów.
Zwycięzcą etapu został francuski kolarz Blel Kadri. Drugie miejsce zajął Hiszpan Alberto Contador, a trzecie lider wyścigu – Włoch Vincenzo Nibali.

## Premie
Na 8. etapie były następujące premie:
| Rodzaj | Rodzaj            | Miejscowość/ Miejsce        | Kilometry (od startu) | Kilometry (do mety) |
| ------ | ----------------- | --------------------------- | --------------------- | ------------------- |
|        | Lotna             | Dinozé                      | 100 km                | 61 km               |
|        | Górska (II kat.)  | Col de la Croix des Moinats | 142 km                | 19 km               |
|        | Górska (II kat.)  | Col de Grosse Pierre        | 150 km                | 11 km               |
|        | Górska (III kat.) | Côte de La Mauselaine       | 161 km                | 0 km                |

### Wyniki
| Lotna – Dinozé |                     |        |        |
| Miejsce        | Zawodnik            | Zespół | Punkty |
| 1.             | Niki Terpstra       | OPQ    | 20     |
| 2.             | Adrien Petit        | COF    | 17     |
| 3.             | Sylvain Chavanel    | IAM    | 15     |
| 4.             | Blel Kadri          | ALM    | 13     |
| 5.             | Simon Yates         | OGE    | 11     |
| 6.             | Bryan Coquard       | EUC    | 10     |
| 7.             | Marcel Kittel       | GIA    | 9      |
| 8.             | Peter Sagan         | CAN    | 8      |
| 9.             | André Greipel       | LTB    | 7      |
| 10.            | Mark Renshaw        | OPQ    | 6      |
| 11.            | Alessandro Petacchi | OPQ    | 5      |
| 12.            | Yohann Gène         | EUC    | 4      |
| 13.            | Elia Viviani        | CAN    | 3      |
| 14.            | Fabio Sabatini      | CAN    | 2      |
| 15.            | Andrij Hriwko       | AST    | 1      |

| Górska – Col de la Croix des Moinats |                  |        |        |
| Miejsce                              | Zawodnik         | Zespół | Punkty |
| 1.                                   | Blel Kadri       | ALM    | 5      |
| 2.                                   | Sylvain Chavanel | IAM    | 3      |
| 3.                                   | Simon Yates      | OGE    | 2      |
| 4.                                   | Niki Terpstra    | OPQ    | 1      |

| Górska – Col de Grosse Pierre |                  |        |        |
| Miejsce                       | Zawodnik         | Zespół | Punkty |
| 1.                            | Blel Kadri       | ALM    | 5      |
| 2.                            | Sylvain Chavanel | IAM    | 3      |
| 3.                            | Simon Yates      | OGE    | 2      |
| 4.                            | Niki Terpstra    | OPQ    | 1      |

| Górska – Côte de La Mauselaine |                  |        |        |
| Miejsce                        | Zawodnik         | Zespół | Punkty |
| 1.                             | Blel Kadri       | ALM    | 2      |
| 2.                             | Alberto Contador | TTS    | 1      |

## Wyniki etapu
| Miejsce | Zawodnik               | Państwo           | Zespół                               | Czas       | Punkty |
| ------- | ---------------------- | ----------------- | ------------------------------------ | ---------- | ------ |
| 1.      | Blel Kadri             | Francja           | Ag2r-La Mondiale                     | 3h 49' 28" | 30     |
| 2.      | Alberto Contador       | Hiszpania         | Tinkoff-Saxo                         | +2' 17"    | 25     |
| 3.      | Vincenzo Nibali        | Włochy            | Astana Pro Team                      | +2' 20"    | 22     |
| 4.      | Richie Porte           | Australia         | Team Sky                             | +2' 24"    | 19     |
| 5.      | Thibaut Pinot          | Francja           | FDJ.fr                               | +2' 28"    | 17     |
| 6.      | Jean-Christophe Péraud | Francja           | Ag2r-La Mondiale                     | +2' 28"    | 15     |
| 7.      | Alejandro Valverde     | Hiszpania         | Movistar Team                        | +2' 36"    | 13     |
| 8.      | Tejay van Garderen     | Stany Zjednoczone | BMC Racing Team                      | +2' 40"    | 11     |
| 9.      | Romain Bardet          | Francja           | Ag2r-La Mondiale                     | +2' 48"    | 9      |
| 10.     | Sylvain Chavanel       | Francja           | IAM Cycling                          | +2' 54"    | 7      |
| 11.     | Bauke Mollema          | Holandia          | Belkin Pro Cycling Team              | +2' 55"    | 6      |
| 12.     | Rui Costa              | Portugalia        | Lampre-Merida                        | +3' 01"    | 5      |
| 13.     | Mikel Nieve            | Hiszpania         | Team Sky                             | +3' 01"    | 4      |
| 14.     | Niki Terpstra          | Holandia          | Omega Pharma-Quick-Step Cycling Team | +3' 28"    | 3      |
| 15.     | Brice Feillu           | Francja           | Bretagne-Séché Environnement         | +3' 33"    | 2      |
| 16.     | Nicolas Roche          | Irlandia          | Tinkoff-Saxo                         | +3' 33"    | —      |
| 17.     | John Gadret            | Francja           | Movistar Team                        | +3' 35"    | —      |
| 18.     | Jurgen Van den Broeck  | Belgia            | Lotto-Belisol                        | +3' 37"    | —      |
| 19.     | Pierre Rolland         | Francja           | Team Europcar                        | +3' 37"    | —      |
| 20.     | Arnold Jeannesson      | Francja           | FDJ.fr                               | +3' 37"    | —      |
| 21.     | Daniel Navarro         | Hiszpania         | Cofidis, Solutions Crédits           | +3' 44"    | —      |
| 22.     | Geraint Thomas         | Wielka Brytania   | Team Sky                             | +3' 44"    | —      |
| 23.     | Michele Scarponi       | Włochy            | Astana Pro Team                      | +3' 47"    | —      |
| 24.     | Laurens ten Dam        | Holandia          | Belkin Pro Cycling Team              | +3' 51"    | —      |
| 25.     | Fränk Schleck          | Luksemburg        | Trek Factory Racing                  | +3' 51"    | —      |
| 26.     | Cyril Gautier          | Francja           | Team Europcar                        | +3' 55"    | —      |
| 27.     | Michał Kwiatkowski     | Polska            | Omega Pharma-Quick-Step Cycling Team | +3' 56"    | —      |
| 28.     | Tanel Kangert          | Estonia           | Astana Pro Team                      | +4' 02"    | —      |
| 29.     | Jakob Fuglsang         | Dania             | Astana Pro Team                      | +4' 02"    | —      |
| 30.     | Tony Gallopin          | Francja           | Lotto-Belisol                        | +4' 02"    | —      |

## Klasyfikacje po 8. etapie

### Klasyfikacja generalna
| Miejsce | Zawodnik               | Państwo           | Zespół                               | Czas        |
| ------- | ---------------------- | ----------------- | ------------------------------------ | ----------- |
|         | Vincenzo Nibali        | Włochy            | Astana Pro Team                      | 33h 48' 52" |
| 2.      | Jakob Fuglsang         | Dania             | Astana Pro Team                      | +1' 44"     |
| 3.      | Richie Porte           | Australia         | Team Sky                             | +1' 58"     |
| 4.      | Michał Kwiatkowski     | Polska            | Omega Pharma-Quick-Step Cycling Team | +2' 26"     |
| 5.      | Alejandro Valverde     | Hiszpania         | Movistar Team                        | +2' 27"     |
| 6.      | Alberto Contador       | Hiszpania         | Tinkoff-Saxo                         | +2' 34"     |
| 7.      | Romain Bardet          | Francja           | Ag2r-La Mondiale                     | +2' 39"     |
| 8.      | Rui Costa              | Portugalia        | Lampre-Merida                        | +2' 52"     |
| 9.      | Bauke Mollema          | Holandia          | Belkin Pro Cycling Team              | +3' 02"     |
| 10.     | Jurgen Van den Broeck  | Belgia            | Lotto-Belisol                        | +3' 02"     |
| 11.     | Tony Gallopin          | Francja           | Lotto-Belisol                        | +3' 27"     |
| 12.     | Thibaut Pinot          | Francja           | FDJ.fr                               | +3' 32"     |
| 13.     | Tejay van Garderen     | Stany Zjednoczone | BMC Racing Team                      | +3' 34"     |
| 14.     | Jean-Christophe Péraud | Francja           | Ag2r-La Mondiale                     | +3' 37"     |
| 15.     | Geraint Thomas         | Wielka Brytania   | Team Sky                             | +3' 54"     |
| 16.     | Andrew Talansky        | Stany Zjednoczone | Garmin-Sharp                         | +4' 22"     |
| 17.     | Jurij Trofimow         | Rosja             | Team Katusha                         | +4' 38"     |
| 18.     | Mikel Nieve            | Hiszpania         | Team Sky                             | +5' 09"     |
| 19.     | Laurens ten Dam        | Holandia          | Belkin Pro Cycling Team              | +5' 44"     |
| 20.     | Tiago Machado          | Portugalia        | Team NetApp-Endura                   | +6' 07"     |

### Klasyfikacja punktowa
| Miejsce | Zawodnik           | Państwo   | Zespół                               | Punkty   |
| ------- | ------------------ | --------- | ------------------------------------ | -------- |
|         | Peter Sagan        | Słowacja  | Cannondale Pro Cycling               | 267 pkt. |
| 2.      | Bryan Coquard      | Francja   | Team Europcar                        | 156 pkt. |
| 3.      | Marcel Kittel      | Niemcy    | Team Giant-Shimano                   | 146 pkt. |
| 4.      | Alexander Kristoff | Norwegia  | Team Katusha                         | 117 pkt. |
| 5.      | Mark Renshaw       | Australia | Omega Pharma-Quick-Step Cycling Team | 101 pkt. |
| 6.      | André Greipel      | Niemcy    | Lotto-Belisol                        | 98 pkt.  |
| 7.      | Vincenzo Nibali    | Włochy    | Astana Pro Team                      | 75 pkt.  |
| 8.      | Blel Kadri         | Francja   | Ag2r-La Mondiale                     | 63 pkt.  |
| 9.      | Greg Van Avermaet  | Belgia    | BMC Racing Team                      | 60 pkt.  |
| 10.     | Tony Gallopin      | Francja   | Lotto-Belisol                        | 56 pkt.  |

### Klasyfikacja górska
| Miejsce | Zawodnik          | Państwo         | Zespół                     | Punkty  |
| ------- | ----------------- | --------------- | -------------------------- | ------- |
|         | Blel Kadri        | Francja         | Ag2r-La Mondiale           | 17 pkt. |
| 2.      | Cyril Lemoine     | Francja         | Cofidis, Solutions Crédits | 6 pkt.  |
| 3.      | Sylvain Chavanel  | Francja         | IAM Cycling                | 6 pkt.  |
| 4.      | Simon Yates       | Wielka Brytania | Orica GreenEdge            | 5 pkt.  |
| 5.      | Jens Voigt        | Niemcy          | Trek Factory Racing        | 4 pkt.  |
| 6.      | Nicolas Edet      | Francja         | Cofidis, Solutions Crédits | 4 pkt.  |
| 7.      | Luis Ángel Maté   | Hiszpania       | Cofidis, Solutions Crédits | 3 pkt.  |
| 8.      | Thomas Voeckler   | Francja         | Team Europcar              | 3 pkt.  |
| 9.      | Pierre Rolland    | Francja         | Team Europcar              | 2 pkt.  |
| 10.     | Tom-Jelte Slagter | Holandia        | Garmin-Sharp               | 2 pkt.  |

### Klasyfikacja młodzieżowa
| Miejsce | Zawodnik           | Państwo         | Zespół                               | Czas        |
| ------- | ------------------ | --------------- | ------------------------------------ | ----------- |
|         | Michał Kwiatkowski | Polska          | Omega Pharma-Quick-Step Cycling Team | 33h 51' 18" |
| 2.      | Romain Bardet      | Francja         | Ag2r-La Mondiale                     | +13"        |
| 3.      | Thibaut Pinot      | Francja         | FDJ.fr                               | +1' 06"     |
| 4.      | Tom Dumoulin       | Holandia        | Team Giant-Shimano                   | +9' 09"     |
| 5.      | Peter Sagan        | Słowacja        | Cannondale Pro Cycling               | +15' 51"    |
| 6.      | Tom-Jelte Slagter  | Holandia        | Garmin-Sharp                         | +27' 54"    |
| 7.      | Matteo Trentin     | Włochy          | Omega Pharma-Quick-Step Cycling Team | +28' 09"    |
| 8.      | Simon Yates        | Wielka Brytania | Orica GreenEdge                      | +31' 09"    |
| 9.      | Jesús Herrada      | Hiszpania       | Movistar Team                        | +36' 21"    |
| 10.     | Ion Izagirre       | Hiszpania       | Movistar Team                        | +41' 40"    |

### Klasyfikacja drużynowa
| Miejsce | Zespół                               | Państwo           | Czas         |
| ------- | ------------------------------------ | ----------------- | ------------ |
|         | Astana Pro Team                      | Kazachstan        | 101h 30' 53" |
| 2.      | Belkin Pro Cycling Team              | Holandia          | +5' 23"      |
| 3.      | Team Sky                             | Wielka Brytania   | +5' 31"      |
| 4.      | Ag2r-La Mondiale                     | Francja           | +10' 55"     |
| 5.      | Omega Pharma-Quick-Step Cycling Team | Belgia            | +17' 17"     |
| 6.      | Tinkoff-Saxo                         | Rosja             | +20' 04"     |
| 7.      | BMC Racing Team                      | Stany Zjednoczone | +20' 47"     |
| 8.      | Movistar Team                        | Hiszpania         | +25' 06"     |
| 9.      | Lampre-Merida                        | Włochy            | +25' 09"     |
| 10.     | Trek Factory Racing                  | Stany Zjednoczone | +25' 12"     |